# Polar Bear Club
I Polar Bear Club sono stati un gruppo americano post hardcore di Rochester e Syracuse, nello stato di New York. Formatasi nel 2005, la band è attualmente composta dal cantante Jimmy Stadt, dal chitarrista Chris Browne, da Patrick Benson, da Tyler Smith e dal batterista Steve Port..

## Storia

### Formazione (2005)
I Polar Bear Club si sono formato nell'estate del 2005. I membri provengono da una varietà di band hardcore punk e indie rock con sede a New York. Si dice che le loro influenze includano Small Brown Bike, Third Eye Blind, Silent Majority, Hot Water Music, Jimmy Eat World, The Weakerthans e Lifetime. Il nome della band deriva da una canzone con lo stesso nome dei Silent Majority.
Subito dopo la formazione hanno pubblicato un CD-R demo di cinque canzoni, che da allora è andato fuori stampa.

### Primi accordi discografici (2006-2007)
Poco dopo l'uscita del loro EP demo ben accolto, furono notati da Triple Attack Records, che pubblicò il loro primo EP, The Redder, the Better, nel maggio 2006 in collaborazione con Luchador Records. L'EP ha ricevuto recensioni entusiastiche da webzine ed è stata inserita in una serie di elenchi "best of" di fine anno, in cima alla lista del programma Bullies The Jukebox della radio australiana Triple R. Il successo ha garantito alla band la firma con la Red Leader Records nel luglio 2007. Questo EP è ora fuori stampa su CD, ma da allora è stato reso disponibile per il download digitale e su vinile da 12".

### Album di debutto e Bridge 9 (2008-2009)
L'album di debutto della band, Sometimes Things Just Disappear, è stato pubblicato nel marzo 2008, ricevendo anche recensioni entusiastiche da un numero ancora più ampio di webzine e un'ottima accoglienza dai loro fan in rapida crescita. Seguirono altre apparizioni nelle liste "best of", oltre a tour con The Gaslight Anthem, American Steel, Crime in Stereo, A Wilhelm Scream e Cancer Bats, che portarono alla firma della band con la Bridge Nine Records, annunciata ufficialmente l'8 gennaio 2009. Il proprietario dell'etichetta Chris Wrenn ha dichiarato quanto segue per quanto riguarda la firma delle band:
Non potremmo essere più entusiasti di aggiungere i Polar Bear Club alla famiglia. Questa è stata una delle decisioni migliori e più facili che abbiamo preso ed è un ottimo modo per iniziare il 2009. Non solo sono una band incredibile, ma sanno chi sono e cosa vogliono essere - e si adattano perfettamente alla perfezione con il modo in cui B9 sta crescendo.
Allo stesso tempo, l'etichetta ha annunciato che avrebbero pubblicato Things Just Disappear su vinile durante la primavera. Il 19 marzo il vinile fu reso disponibile per il pre-ordine, con una data di inizio della spedizione fissata per il 24 marzo, anche se la sua data di uscita ufficiale era il 7 aprile.

### Chasing Hamburg e Clash Battle Guilt Pride (2009–2012)
Nel febbraio/marzo 2009, la band ha fatto un tour nel Regno Unito e in Europa con i The Gaslight Anthem e Frank Turner, con una piccola serie di date da headliner in Inghilterra successive al tour. Durante la visita europea, hanno annunciato l'intenzione di tornare per un tour negli Stati Uniti con i compagni di etichetta Have Heart. Hanno anche annunciato che avrebbero dovuto iniziare a lavorare su un nuovo album, che sarebbe stato prodotto da Matt Bayles.
Il 28 maggio 2009, viene annunciato il titolo e la data di uscita del secondo album della band, Chasing Hamburg, che uscirà l'8 settembre. In conformità con il comunicato stampa, l'album è stato rilasciato nella data precedentemente annunciata tramite Bridge Nine Records sia su vinile da 12" che su CD.
Il 21 giugno 2010, il b-side di Chasing Hamburg "Drifting Thing (Team Goldie Remix)" è stato pubblicato per lo streaming esclusivo su AbsolutePunk.net ed è stato rilasciato da Bridge 9 Records come disco da 7 pollici (limitato a 500 copie) durante la vendita di Mystery Box nell'autunno 2010. L'8 agosto 2010 hanno suonato all'Hevy Music Festival, vicino a Folkestone, nel Kent, nel Regno Unito.
In una delle prime date del tour per The AP Fall Ball 2010, i Polar Bear Club hanno annunciato che nei successivi sei mesi dopo la fine del tour avrebbero composti e registrato un nuovo album.
Il 30 ottobre sono stati annunciati come sostituti dei Alesana nel festival australiano Soundwave del 2011. Durante la loro permanenza in Australia, il gruppo ha anche eseguito alcuni concerti insieme ad altre band come Terror, Fucked Up e H2O.
Il terzo album della band, Clash Battle Guilt Pride, è stato registrato con Brian McTernan presso Salad Days Studio a Baltimora e pubblicato nel settembre 2011. Seguiì un tour a supporto dell'album con i Fireworks, Balance and Composure e Make Do e Mend.
A marzo e aprile 2012, la band ha intrapreso il tour con i Glamour Kills come supporto per i The Wonder Years, insieme ai concerti di apertura Transit, The Story So Far, A Loss For Words e Into It. Over It., Prima di intraprendere l'intero tour Vans Warped del 2012.
Il 31 luglio 2012 hanno pubblicato il loro primo album dal vivo, Live at the Montage.
Il 26 novembre 2012, è stato annunciato durante l'apertura del set dei The Gaslight Anthem a Boston che sarebbe l'ultimo spettacolo di Nate Morris con la band.

### Death Chorus (2013)
Il 17 aprile 2013, la band annunciò che il bassista Erik "Goose" Henning aveva deciso di separarsi dalla band.
Il 18 novembre 2013, il quarto album della band, Death Chorus, è stato pubblicato su Rise Records, prodotto da Will Yip.
Nel mese di novembre-dicembre 2013, la band ha fatto una tournée con Citizen, Sainthood Reps e Diamond Youth.
Nel maggio 2015, il cantante Jimmy Stadt ha confermato tramite i social media che la band è attualmente in pausa.

## Formazione

### Formazione attuale
- Jimmy Stadt – voce (2005-presente)
- Chris Browne – chitarra, voce secondaria (2005-presente)
- Tyler Smith – basso (2013-presente)
- Steve Port – batteria (2012-presente)

### Ex componenti
- Kevin Mahoney – chitarra (2005-2006)
- Josh Dillon – basso (2005)
- Greg Odom – basso (2005-2008)
- Bob O'Neil – batteria (2005-2006)
- Emmett Menke – batteria (2006-2011)
- Tyler Mahurin – batteria (2011-2012)
- Nate Morris – chitarra (2006-2012)
- Erik Michael Henning – basso (2008-2013)

## Discografia

### Album in studio
- 2008 – Sometimes Things Just Disappear
- 2009 – Chasing Hamburg
- 2011 – Clash Battle Guilt Pride
- 2013 – Death Chorus

### Album dal vivo
- 2012 – Live at the Montage

### EP
- 2006 – The Redder, the Better
- 2009 – The Summer of George
- 2011 – The View, the Life

### Demo
- 2005 – Demo